# Gennemgang - iagttagelse fra en bil med radio
Gennemgang - iagttagelse fra en bil med radio er en dansk kortfilm, der er instrueret af Henrik Ruben Genz.

## Handling
Denne artikel mangler et handlingsreferat. Hjælp os med at skrive det.